# HD 145689
HD 145689，又名CP-67 3054，SAO 253481、HR 6037，是一颗恒星，视星等为5.75，位于銀經320.42，銀緯-12.36，其B1900.0坐标为赤經16h 7m 6.8s，赤緯-67° -12.36′ 10″。